# Église Saint-Étienne de Mélas
Pour les articles homonymes, voir Église Saint-Étienne, Saint-Étienne (homonymie) et Melas.
L'église Saint-Étienne est une église située en France sur la commune du Teil, dans le département de l'Ardèche en région Auvergne-Rhône-Alpes.
Elle fait l'objet d'un classement au titre des monuments historiques depuis 1875.

## Localisation
L'église est située sur la commune du Teil, dans le département français de l'Ardèche, dans le quartier de Mélas.

## Historique
L'église est située sur le premier lieu de peuplement de la commune du Teil, sur l'ancienne voie romaine reliant Nîmes à Lyon par Alba. On ne connaît pas sa date de fondation, mais elle apparaît dans le premier cartulaire de la cathédrale de Viviers, la « charta vetus », rédigée vers 950, dans une donation qui en est faite à la cathédrale entre le VIe et le VIIIe siècle. Il est évoqué dans le texte la fondation d'un monastère par Frédégonde vers 550 : « Moi Frédégonde, consacrée à Dieu, j’ai fondé un monastère de religieuses à Mélas, en l’honneur de saint Étienne et saint Saturnin avec une chapelle dédiée à Marie. J’y ai vécu pendant neuf années et y finirai mes jours ». Celle-ci appartenait vraisemblablement à une famille de l'aristocratie helvienne. Ce monastère, dont on ignore la filiation, était placé sous l'invocation de Saint-Étienne et Saint-Saturnin. 
J. Banchereau rappelle une tradition faisant de Mélas un castrum romain où l'évêque d'Alba, Avolus ou saint Avole, se serait réfugié avec ce qui restait de la communauté chrétienne après la destruction d'Alba, vers 411, par les Vandales commandées par Chrocus, avant de s'établir à Viviers. Cette histoire avait déjà été racontée par le vicomte Fernand de Saint-Andéol en 1862. Cette hypothèse est aujourd'hui rejetée.
Une seconde mention date de 1275 « Ecclesia de Malacio ». L'église fait alors partie de l'archiprêtré de Chomérac. Au XIVe siècle, est-elle citée comme prieuré et fait partie de l'archiprêtré de Boutières. On ne sait pas à quelle date l'église de Mélas a été rattachée à l'abbaye bénédictine de Cruas, située à quelques kilomètres au nord du Teil.
À partir du XIVe siècle, l'église est connue grâce aux fondations de ses chapelles et chapellenies.
Au milieu du XIXe siècle, les archéologues et les historiens, dont Prosper Mérimée, sensibilisent l'opinion publique sur la sauvegarde de ce monument qui venait d'être remis en lumière grâce au percement de la nationale 102. Une étude est faite en 1867 par Laisné, architecte des monuments historiques. Il donne un état des lieux avant les travaux et un projet d'agrandissement de l'église. Des travaux sont entrepris par l'entreprise Baron entre 1872 et 1878 : restauration de la chapelle octogonale, du bas-côté nord, de la façade, suppression de la tribune, et construction du bas-côté sud. Des travaux de consolidation sont entrepris entre 1899 et 1919.
L'église actuelle regroupe des éléments d'époques de construction différentes : une chapelle octogonale, qui est la construction apparemment la plus ancienne. Pour certains, c'est un baptistère, pour d'autres, c'est une chapelle funéraire. Cette dernière attribution vient du fait qu'il a été découvert des tombes engagées sous les murs au cours des fouilles de 1867 et 1848. Au cours de ces fouilles, les archéologues ont aussi exhumées une construction rectangulaire abritant une cuve baptismale devant dater de la fondation du monastère. On peut remarquer la sobriété de son petit appareil, les absidioles, les colonnes engagées et les chapiteaux. La chapelle s'ouvre sur la nef nord de l'église. La chapelle est voûtée d'une coupole circulaire à nervures plates s'appuyant sur les colonnes engagées qui doit dater du XIe siècle. Pour Marc Pabois, les fouilles entreprises entre 1944 et 1948 ont montré que c'est une chapelle funéraire du premier art roman construite sur un ancien cimetière.

L'église comporte trois nefs :
- la nef nord, la plus ancienne, doit dater du XIe siècle. Son plan rappelle l'église Saint-Pierre d'Alba. Peut-être a-t-elle été construite sur les fondations de l'église du monastère primitif. On remarque son abside en cul-de-four, ses bandes lombardes et les tombes sous dallage. Elle est voûtée en demi-berceau ;
- la nef centrale date du XIIe siècle et comporte cinq travées. Elle est voûtée en berceau brisé. Les quatre premières travées seraient du début du XIIe siècle d'après J. Banchereau. La cinquième travée à côté de l'abside est voûtée par une coupole octogonale sur trompe, surmontée du clocher de l'église, daterait du XIIe siècle. Un escalier à vis est placé sur le flanc sud, permettant d'accéder au clocher. La nef est décorée de chapiteaux dont deux historiés : le sacrifice d'Abraham, et la pesée des âmes. On peut voir uns représentation d'un poisson, peut-être un rappel de ICHTUS qui symbolisait les chrétiens jusqu'au IVe siècle ;
- la nef sud date du XIXe siècle.

Le plan de l'église romane est comparable à celui d'autres églises de la même époque construites dans la vallée du Rhône.

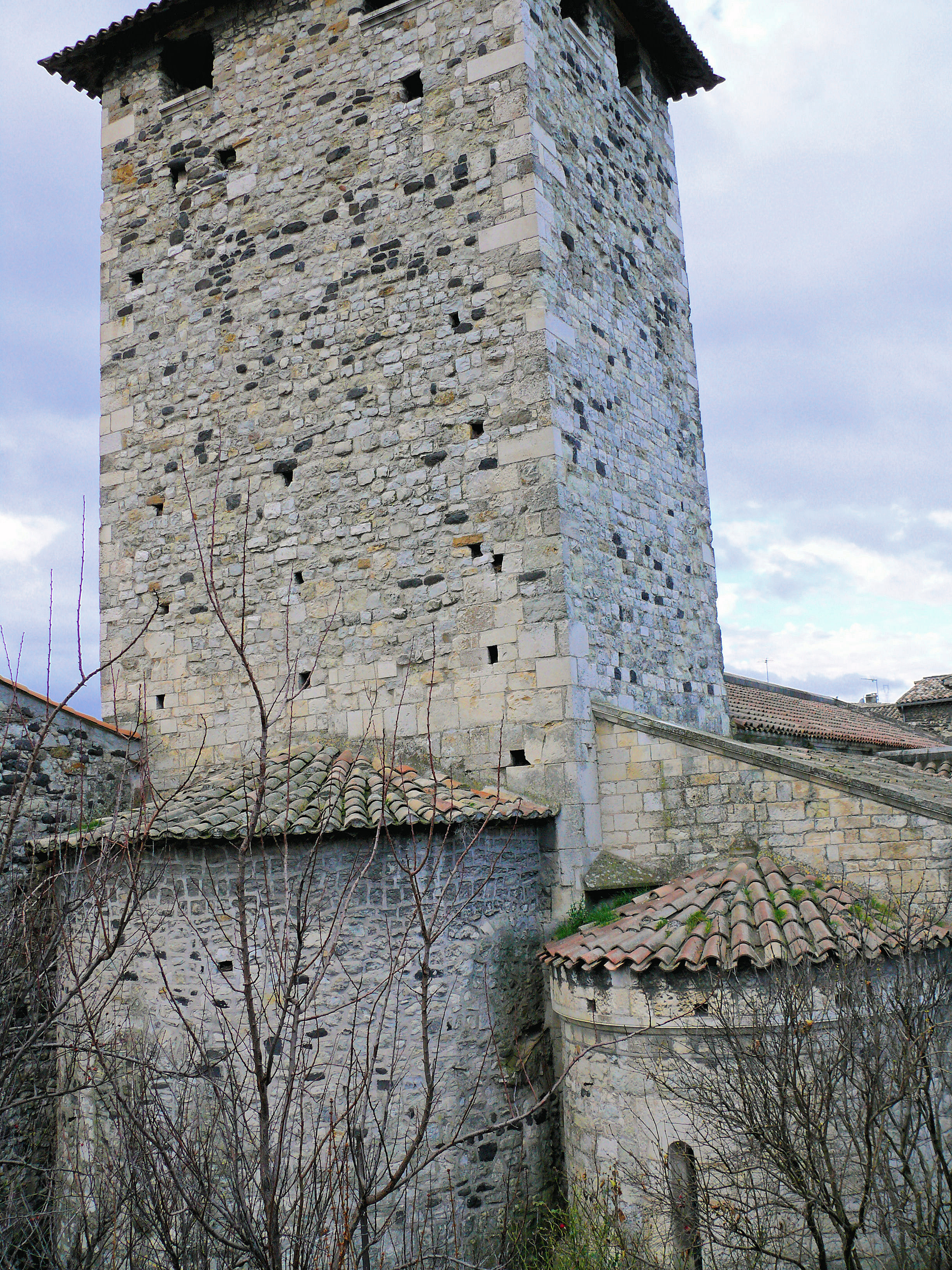
Chevet et clocher.
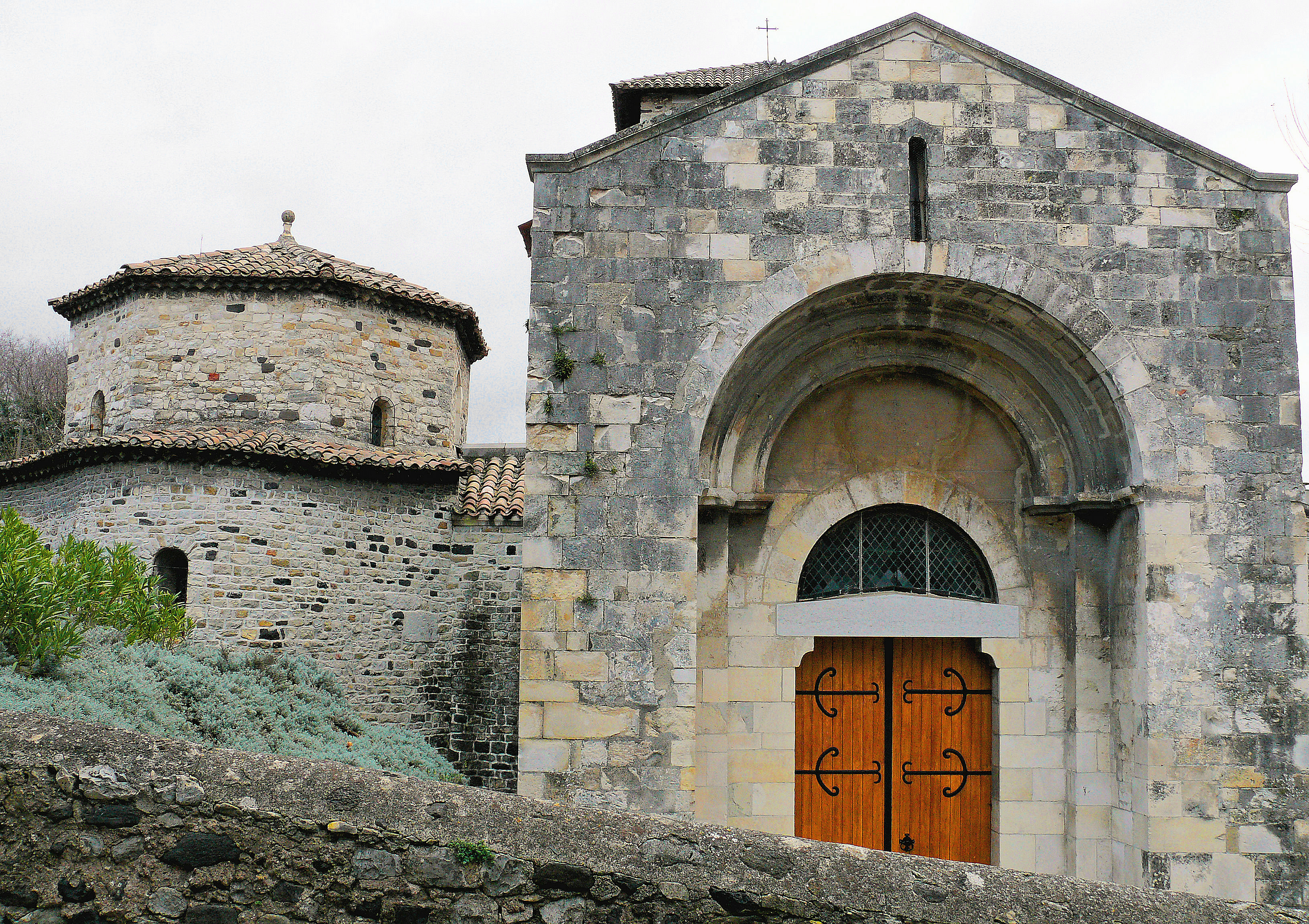
Façade occidentale et chapelle octogonale.
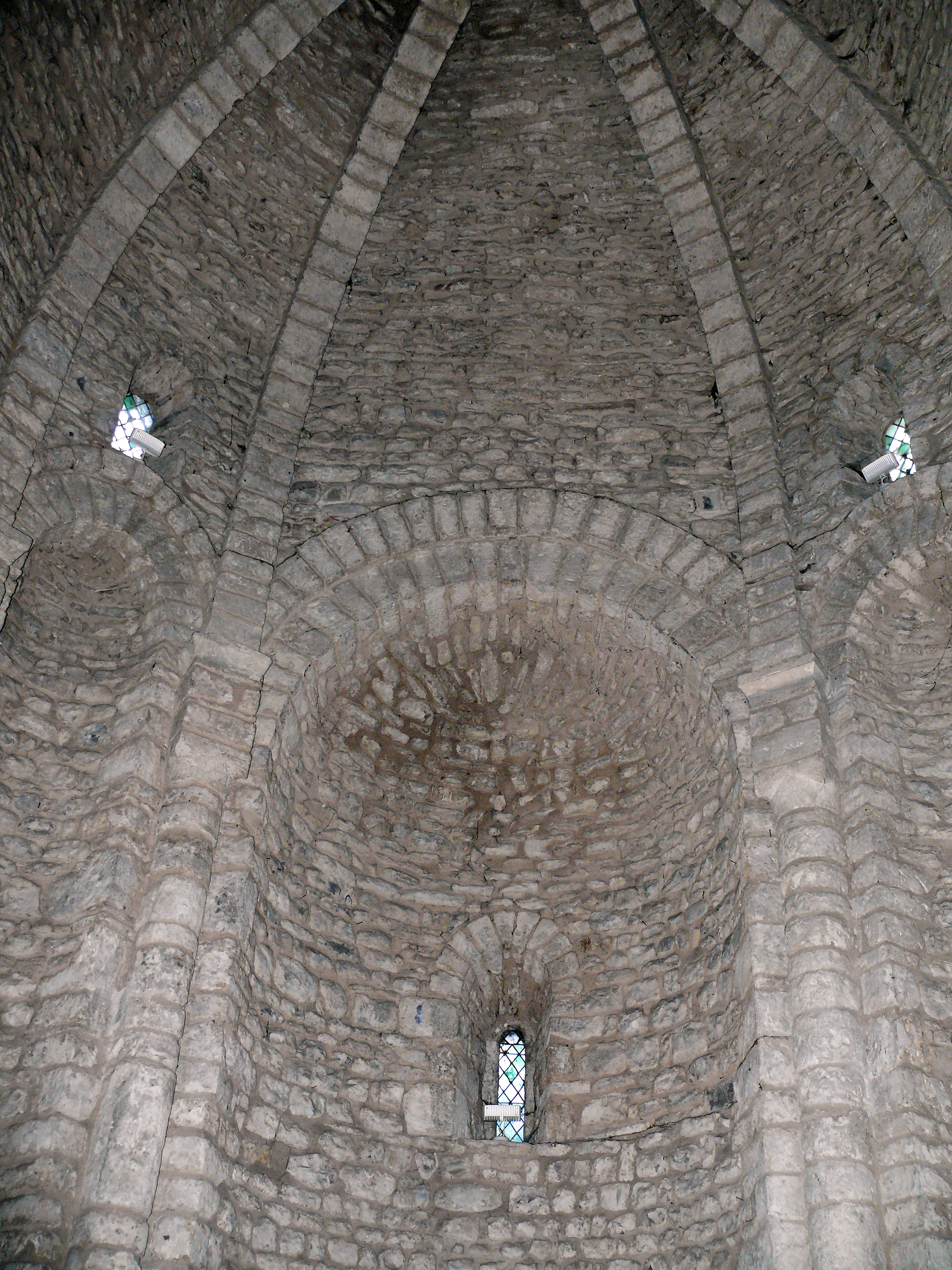
Chapelle octogonale.
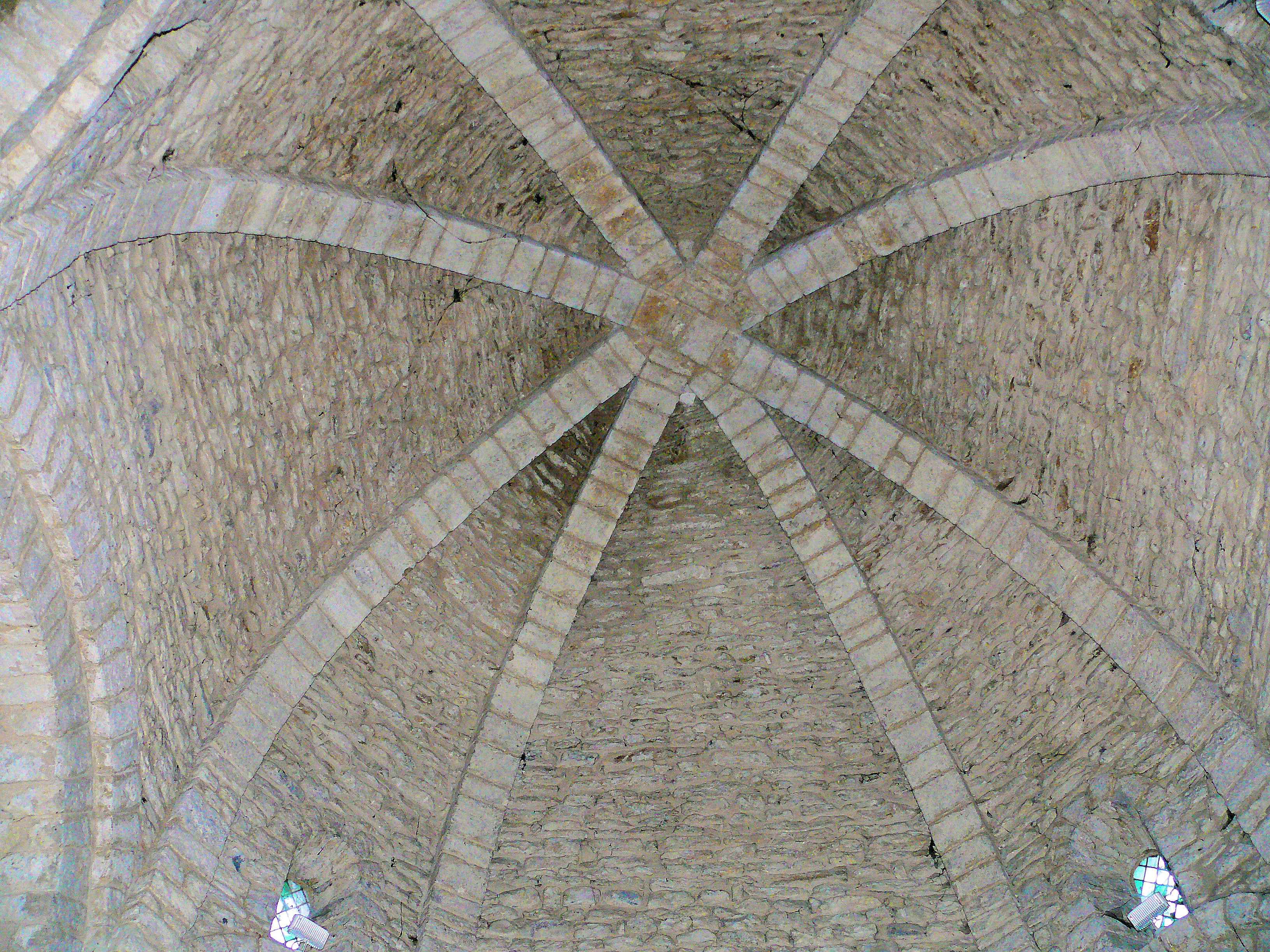
Coupole de la chapelle centrale.
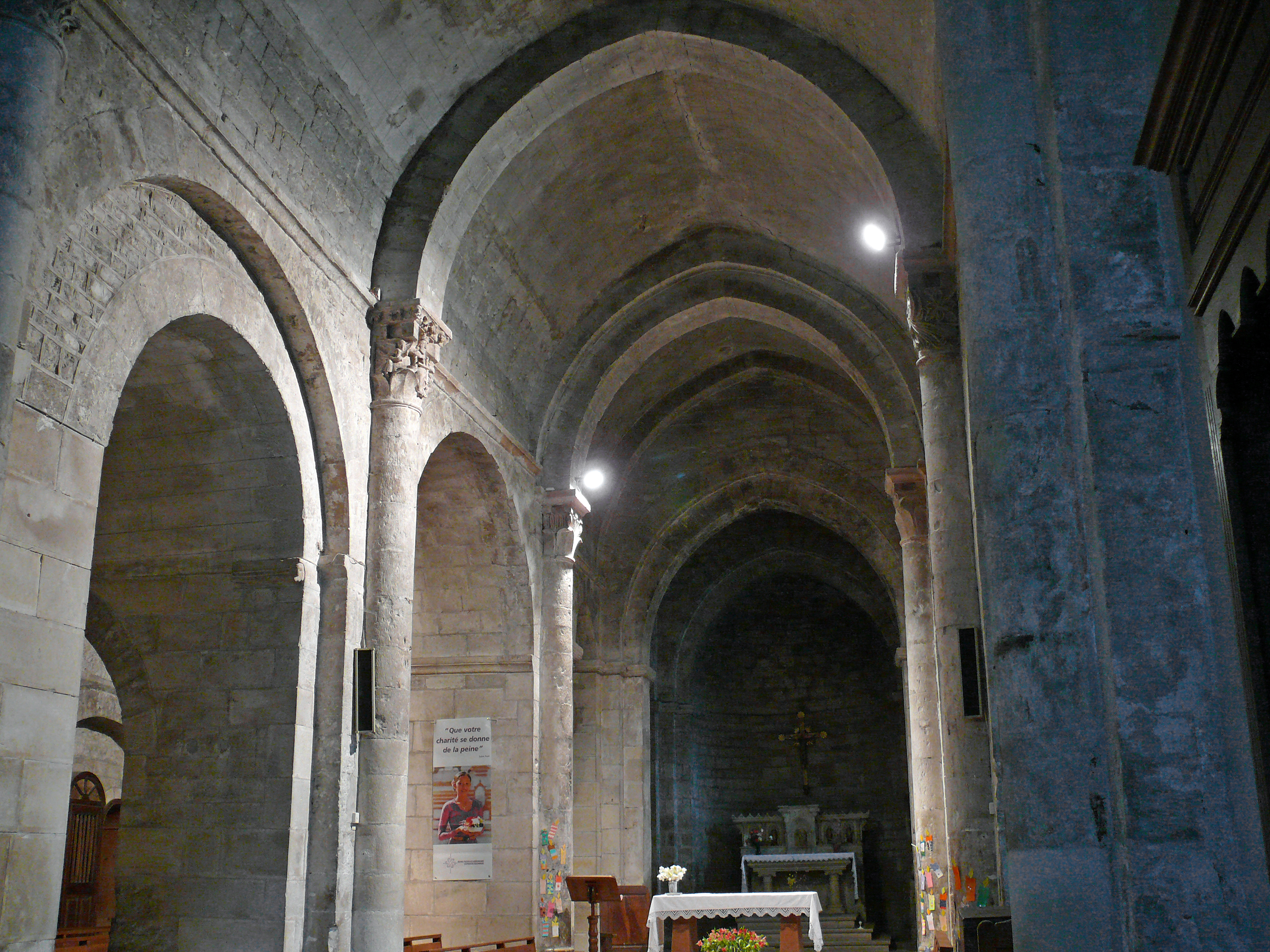
Nef centrale.
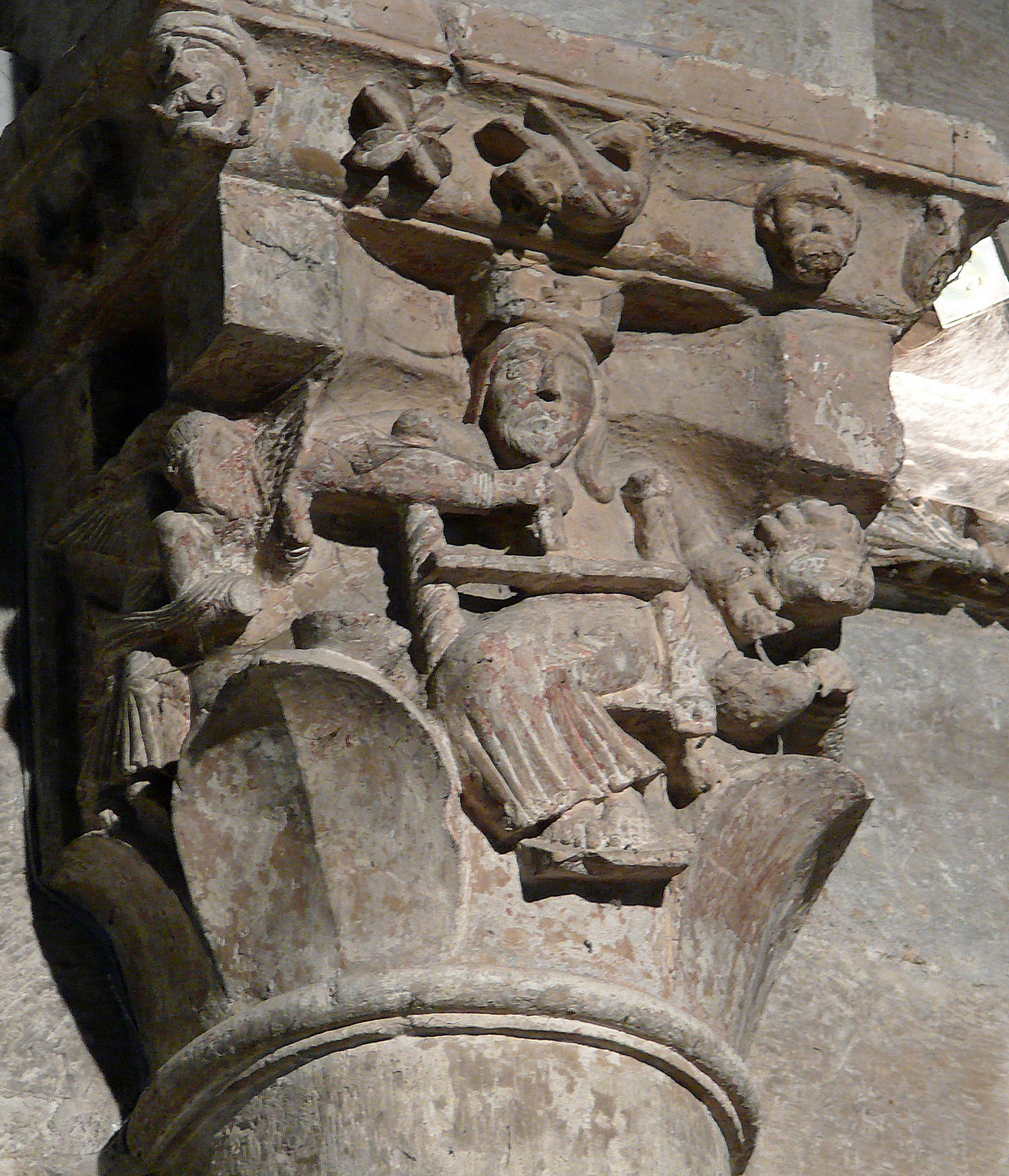
Nef centrale : chapiteau de la pesée des âmes.

L'édifice est classé au titre des monuments historiques par la liste de 1875.
Le 11 novembre 2019, un séisme de magnitude 5,4 sur l'échelle de Richter provoque l'effondrement de la voûte de l'édifice, un affaissement du sol et d'importants dégâts aux murs.